# Brunrötesvamp
Brunrötesvampar, eller brunrötare, är vednedbrytande basidiesvampar. De växer i lumen (hålrummet innanför cellväggen där själva vedcellen en  gång fanns) och bryter ner cellulosa och hemicellulosa genom en omfattande depolymerisering. Ligninet modifieras kraftigt och blir brunfärgat. Humus består till stor del av brunrötelignin. Brunröteangrepp försvagar ved kraftigt. Vid god syrgastillgång är brunrötan jämte vitrötan den vanligaste formen av vedröta.
Det är generellt svårt att studera brunrötans mekanismer i laboratorium, men man tror att den till större delen har icke-enzymatiska mekanismer för nedbrytningen – troligen till viss del baserade på hydroxylradikaler. Hussvamp (Serpula lacrymans), svavelticka (Laetiporus sulphureus), klibbticka (Fomitopsis pinicola) och grovticka (Phaeolus schweinitzii) är några brunrötesvampar som finns i Sverige.